# Satoshi Mashimo
Satoshi Mashimo (jap. 真下 佐登史, Mashimo Satoshi; * 6. März 1974 in der Präfektur Gunma) ist ein ehemaliger japanischer Fußballspieler.

## Karriere
Mashimo erlernte das Fußballspielen in der Schulmannschaft der Maebashi Commercial High School und der Universitätsmannschaft der Senshū-Universität. Seinen ersten Vertrag unterschrieb er 1996 bei den Montedio Yamagata. Der Verein spielte in der zweithöchsten Liga des Landes, der Japan Football League. 2001 wechselte er zu Tonan SC. Ende 2002 beendete er seine Karriere als Fußballspieler.